# Olle Carlsson (konstnär)
Olle Nils Arne Carlsson, född 13 april 1930 i Kalmar, död 16 februari 2020, var en svensk konstnär och tecknare.
Carlsson studerade konst vid Åke Skiölds konstskola och ABC-skolan, därefter studerade han läran om svartvit konst och porslinsmålning. Han medverkade i ett stort antal samlings- och separatutställningar i Sverige. Hans konst består av djurmotiv, porträtt samt landskaps- och stadsmotiv från Kalmar med omnejd. Carlsson är representerad vid Företagshälsovården i Kalmar, S:t Birgittas kyrka i Kalmar, Kalmar läns landsting, Kalmar kommun, Brandväsendet och Servicehemmet Stenberg i Kalmar samt i Gustav VI Adolfs samling. Han är begravd på Södra kyrkogården i Kalmar.